# Dundas Square

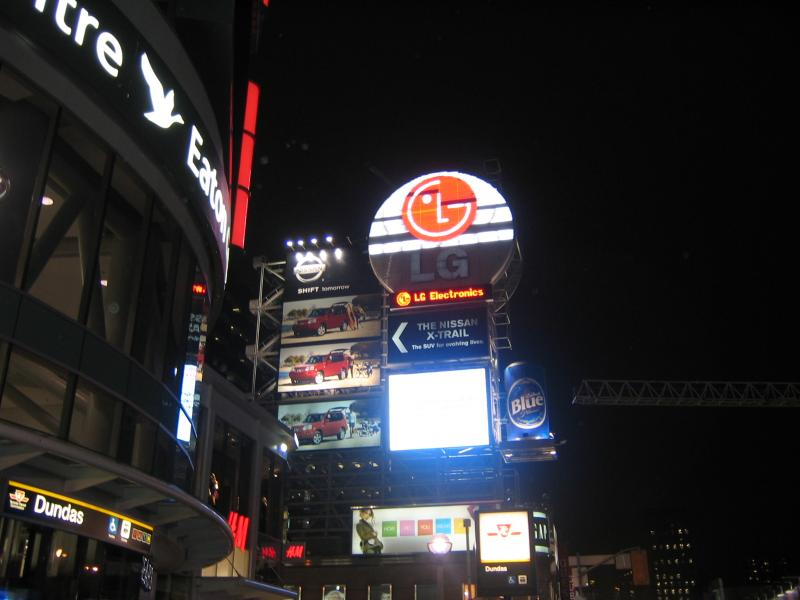
Neony reklamowe na placu Dundas

Dundas Square - plac w centrum kanadyjskiego miasta Toronto, mający pełnić funkcję współczesnego forum oraz miejsca na otwarte koncerty. Charakterystycznym elementem placu są liczne fontanny, działające według zaprogramowanych sekwencji.
W sąsiedztwie stanął obiekt Olympic Spirit licencjonowany przez MKOl, budynek o powierzchni ponad 4500 m² z wieżą w kształcie pochodni olimpijskiej, mającej na celu popularyzację ducha olimpijskiego.
Po drugiej stronie, przed wejściem do Eaton Centre znajduje się wtopiona w beton metalowa wstęga przedstawiająca przebieg ulicy, uważanej przez miejscowych za najdłuższą ulicę świata - Yonge Street.